# Richard Wallace (collectionneur)
Pour les articles homonymes, voir Richard Wallace.
Richard Wallace, 1er baronnet, né à Londres le 26 juillet 1818 et mort à Neuilly-sur-Seine le 20 juillet 1890, est un collectionneur, philanthrope et membre du parlement britannique.
Son nom reste attaché à l'une des plus prestigieuses collections d'art, la Wallace Collection, et aux fontaines urbaines présentes, notamment, à Paris.

## Biographie

### Origines
Selon les sources officielles, Richard Wallace est le fils naturel d'Agnes Jackson, dont le nom de baptême est Eliza Agnes Wallace (1789-1864), fille de Sir Thomas Wallace of Craigie, d'une famille noble mais ruinée originaire du South Ayrshire en Écosse. En 1818, Agnes met au monde un enfant dont le père biologique serait Richard Seymour-Conway, 4e marquis de Hertford, alors âgé de 18 ans, qui, s'il ne reconnut jamais officiellement cette paternité, prit soin de cet enfant tout au long de sa vie.
En effet, le petit Richard Jackson est d'abord élevé par Maria Seymour-Conway (1771 - Paris, 1856), la mère de Richard Seymour-Conway, qui l'emmène à Paris, rue Taitbout, en 1826, où la famille possède de nombreux biens depuis 1802.

### Un collectionneur

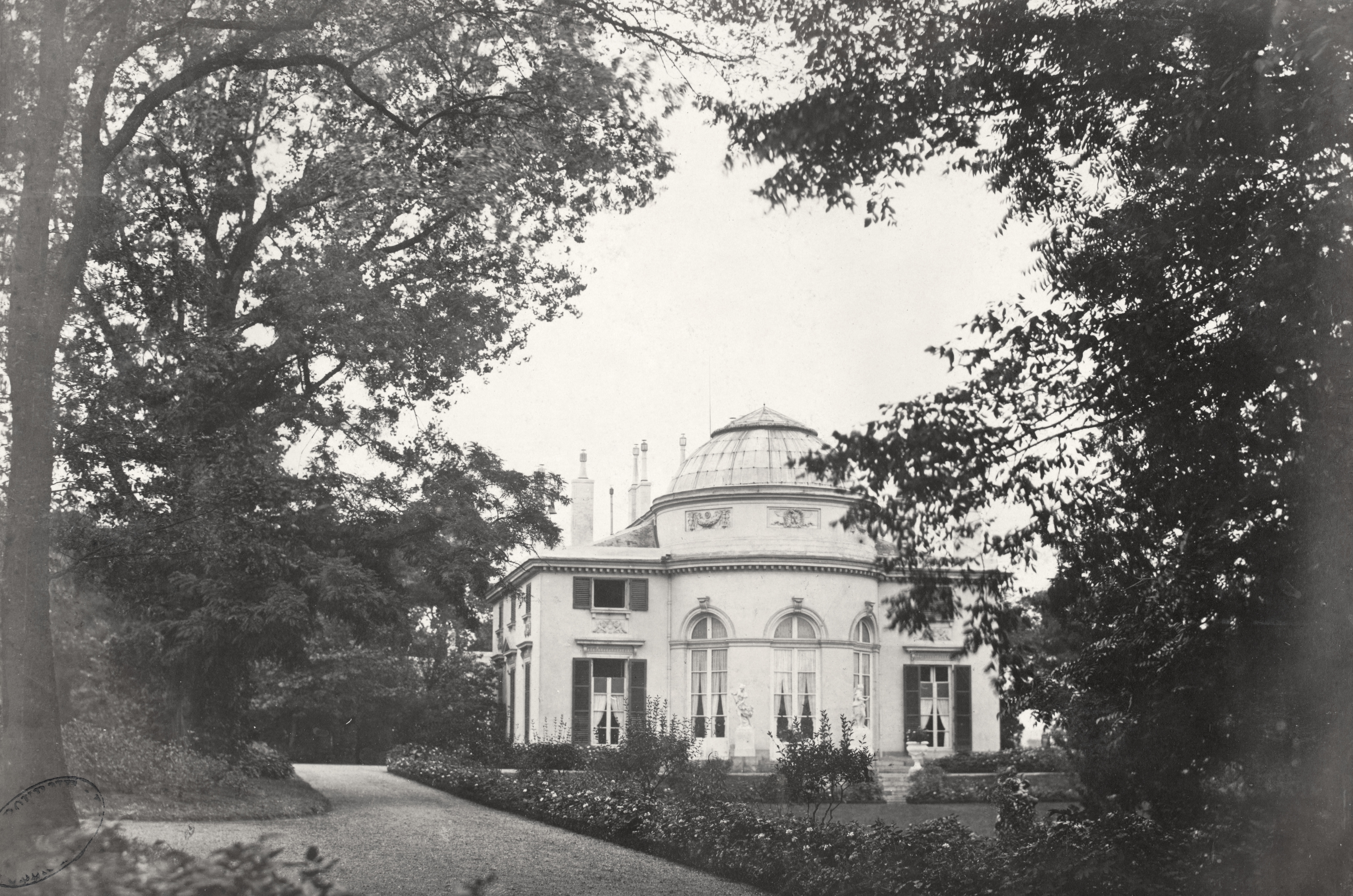
Le château de Bagatelle par Charles Marville (avant 1870).

Richard Jackson-Wallace fréquente un temps un groupe de bohèmes dont quelques-uns devinrent de grands écrivains et artistes : Flaubert, Théophile Gautier, Eugène Delacroix, Roger de Beauvoir, Fernand Boissard ou encore Baudelaire, qui se réunissaient sur l'île Saint-Louis, à l'ex-hôtel Pimodan, au dernier étage loué par le grand collectionneur bibliophile Jérôme Pichon, réunions qui étaient placées sous l'égide de la célèbre Aglaé Savatier, dite Apollonie Sabatier.
En 1840, Richard rencontre Julie Amélie Charlotte Castelnau, fille d'un ancien officier de l'armée française, qui met au monde, en août, un garçon, Edmond-Richard né Castelnau (1840-1887), lequel ne fut reconnu par son père que le 15 février 1871 : ce jour-là, il épousa en effet Charlotte, puisque le marquis (mort le 25 août 1870) s'était jusqu'alors opposé à cette union, et Edmond prit le nom de son père. Richard Wallace aurait connu Charlotte, fille de Sophie Knoth, lingère, et de Bernard Castelnau, devenu homme de confiance vivant pauvrement rue des Mathurins, alors qu'elle était vendeuse dans une boutique de parfums passage du Saumon ; une photographie prise avant 1870 la montre sur la terrasse du château de Bagatelle.
En 1842, Richard prend le nom de naissance de sa mère et devient officiellement « Richard Wallace » ; il commence à se faire connaître parmi les collectionneurs d'art parisiens. Lord Hertford en fait peu à peu son secrétaire et son « bras droit » pour ses affaires en France ; ainsi, en 1852, il achète trois tableaux de Boucher et des meubles provenant de Fontainebleau (« several pieces of furniture wich had once been in the royal palace, now in the Wallace Collection ») lors de la dernière vente après décès de l'Anglo-Irlandais Richard Fitzgeorge (1787-1848), 1er duc (de) Stacpoole, héritier en 1824 du château de Montigny-Lencoup.
Fin février 1857, il revend une partie de sa propre collection, et se consacre entièrement à la gestion des biens du marquis, venu s'installer définitivement dans la capitale française au 2 rue Laffitte ; le marquis possède également le château de Bagatelle.
La collection du marquis se compose de nombreuses peintures du XVIIIe siècle, d'armures, de meubles et d'objets divers (monnaies, timbres, petites boîtes, vases, etc.). Dans le journal Le Cabinet de l'amateur du 5 juillet 1861, Wallace est mentionné, aux côtés du critique d'art Louis Viardot, comme acquéreur de lots de tableaux lors de la vente Van der Schrieck à Louvain, notamment un paysage signé Jacob van Ruisdael pour la somme de 19 000 francs.
Le 25 août 1870, lord Hertford meurt d'un cancer à Bagatelle ; célibataire, il laisse un testament dans lequel il désigne Richard Wallace comme son unique héritier d'une fortune estimée à 60 millions de francs et d'un important patrimoine foncier constitué des immeubles parisiens et de leur riche contenu, et d'un domaine en Irlande du Nord, situé à Lisburn. Après trois procès intentés par des cousins de lord Hertford, héritier du titre nobiliaire sans les moyens de « tenir leur rang », Wallace finit par leur racheter le domaine irlandais et par prendre possession de « Hertford House », hôtel particulier situé à Londres, qui abrite une partie importante de la collection d'art.

### Un philanthrope au milieu de la tourmente (1870-1871)
Wallace est à Paris lors de la guerre franco-prussienne : avant que la capitale soit encerclée, il offre 300 000 francs pour organiser l'ambulance militaire qui suit le XIIIe corps d'armée et qui comprend le 12e régiment de cuirassiers où son propre fils est lieutenant, aide-de-camp du général Vinoy. Il participe, sous forme de dons, à la Société de secours aux blessés militaires des armées de terre et de mer, puis verse 100 000 francs, via le Trésor public, en faveur des plus démunis.
En 1871, il finance la construction de l'Hertford British Hospital sur le territoire de l'actuelle commune de Levallois-Perret, qui est inauguré le 24 août 1877. Après la destruction du temple protestant de Neuilly-sur-Seine, il en finance également la reconstruction en 1872.
Après la conclusion de l'armistice, c'est à Richard Wallace que la commission du lord-maire de Londres adressa les envois de ravitaillement pour Paris.
Lors des élections pour l'Assemblée nationale, des comités proposèrent de porter son nom sur la liste des candidats, mais il fit savoir qu'en sa qualité d’Anglais il ne pouvait accepter aucune fonction élective en France. Adolphe Thiers le fait nommer commandeur de la Légion d'honneur,.

### Face à l'establishmentbritannique

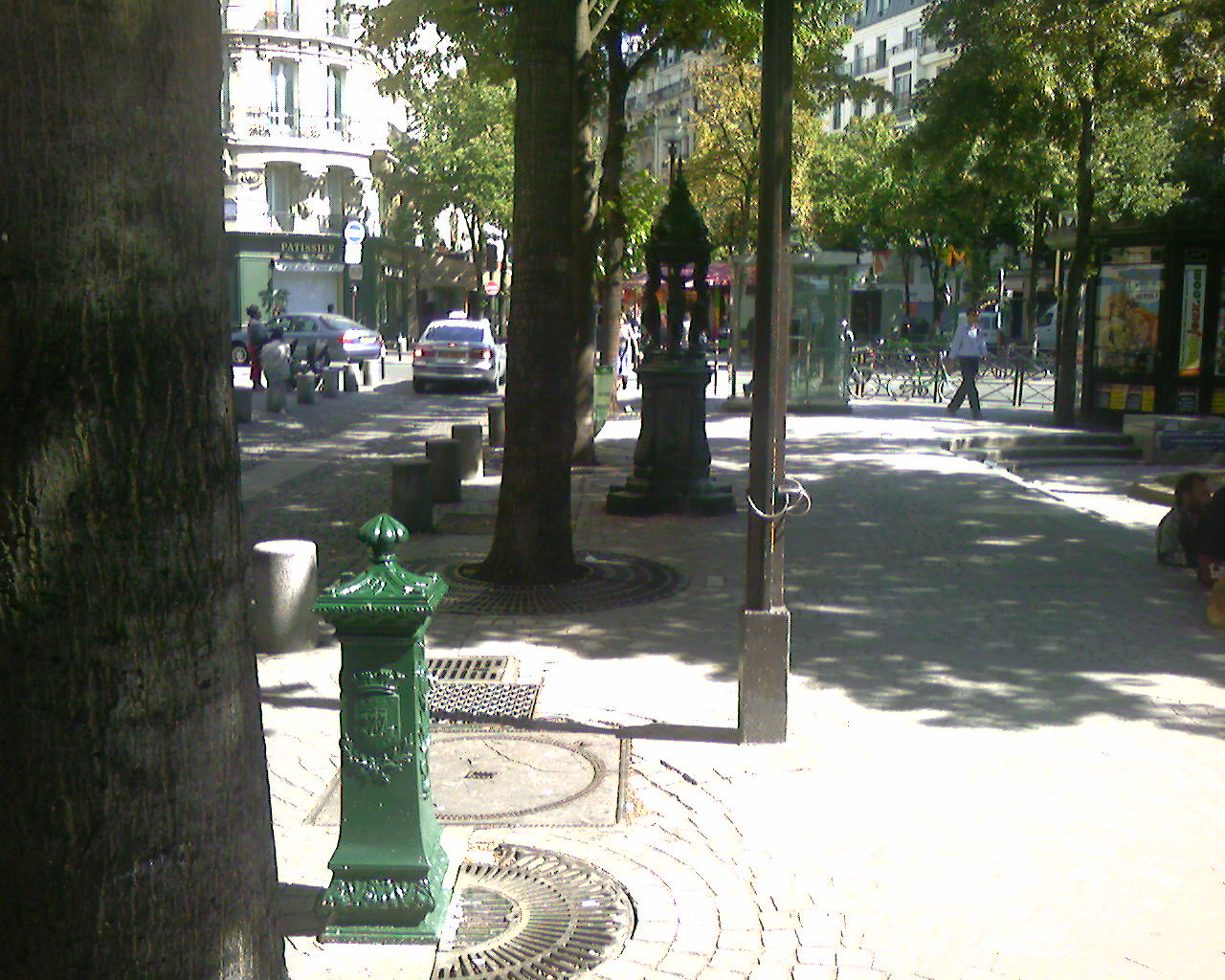
Deux modèles de fontaines Wallace à Paris aujourd'hui.

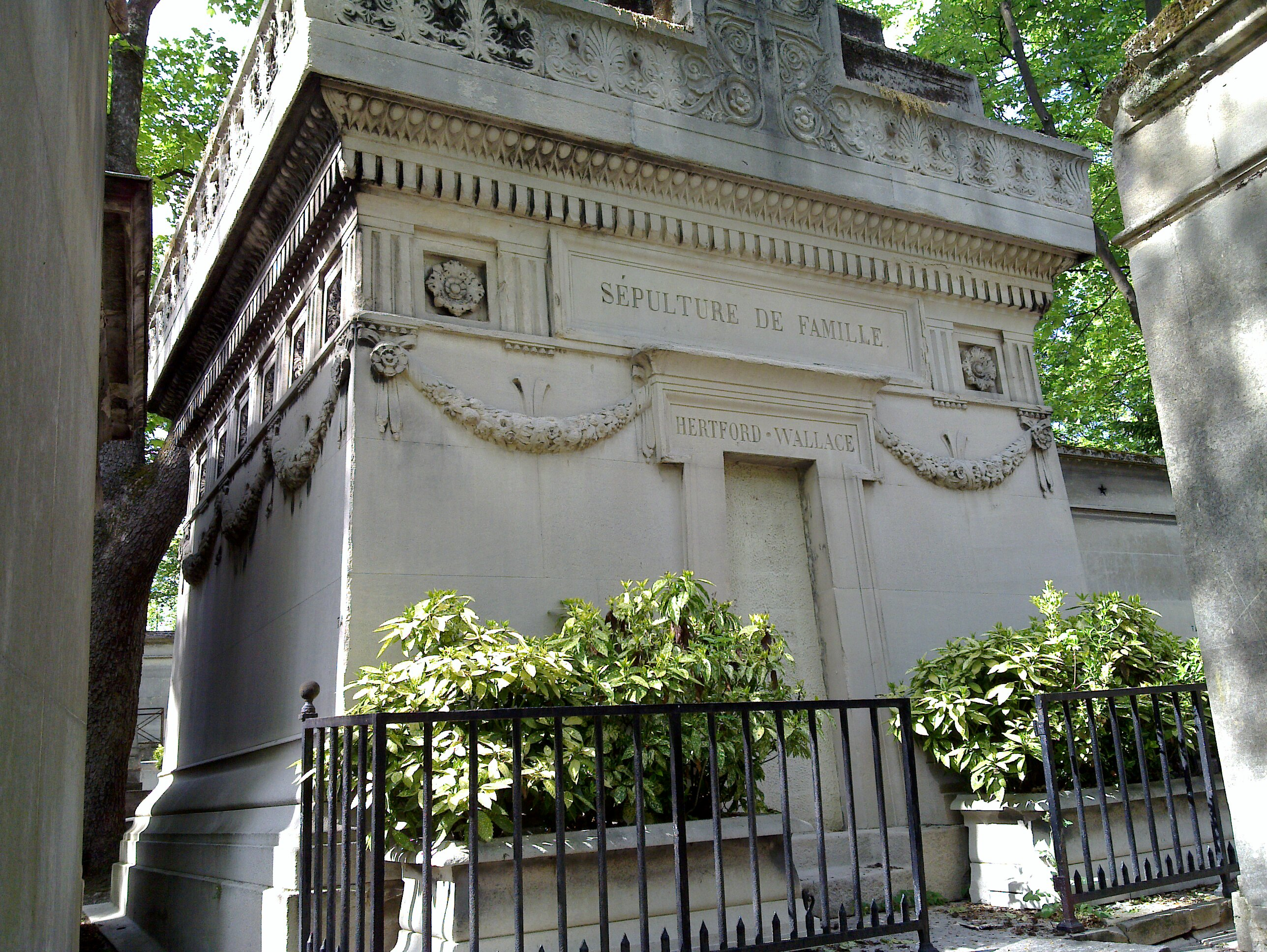
Le mausolée Hertford-Wallace au Père-Lachaise.

Le 24 décembre 1871, Richard Wallace est fait baronnet par la reine Victoria en reconnaissance de ses actions caritatives lors du siège de Paris, notamment envers les nombreux citoyens britanniques qui vivaient dans la capitale française. Son titre officiel est désormais « Sir Richard Wallace, 1st baronnet ». Richard Wallace épouse Charlotte Castelnau et décide de s'établir à Hertford House.
En avril-mai 1872, afin d'accroître sa notoriété auprès des notables britanniques et d'être introduit dans la gentry, il fait transporter des œuvres de Paris à Londres pour les prêter à l'exposition d'une annexe du musée de South Kensington, à côté des tableaux royaux et de ceux des grandes familles, où il fait aménager pour le prince et la princesse de Galles un salon de repos aux murs ornés de toiles de Fragonard. Pendant la durée de l'exposition du nouveau musée de Bethnal-Green, il entreprend de transformer sa résidence londonienne afin d'y accueillir une partie de ses collections parisiennes, travaux qui dureront jusqu'en 1875.
Dans la foulée, il se présente aux élections parlementaires de la Chambre des communes pour le comté d'Antrim (Irlande) et y est élu trois fois (1873-1874, 1874-1880, 1880-1885).
En août 1872, sont installées à Paris les premières « fontaines Wallace » : le philanthrope participe largement au financement de celles-ci, en partenariat avec la Ville de Paris. Lisburn est également équipé d'un système de fontaine similaire.
Poursuivant l'achat d’œuvres, il contribue à développer la collection Hertford : contrairement à ce dernier, il se concentre sur des objets datant du Moyen Âge (armures) et de la Renaissance (peintures et manuscrits). Ainsi, il se porte acquéreur d'une partie des collections du comte Émilien de Nieuwerkerke, l'ancien directeur des Beaux-arts de Napoléon III, de la collection d'armes de Sir Samuel Rush Meyrick (1783-1848) et, en 1872 de celle de son ami Pierre-Paul Both, vicomte de Tauzia (1823-1888).
Pour l'exposition universelle de 1878, il est chargé au nom de l'Angleterre, d'être commissionnaire préposé aux beaux-arts. En récompense, il est nommé chevalier de l'ordre du Bain,.
Par la suite il entra en conflit avec son fils Edmond en s'opposant à son mariage avec une certaine Amélie Gall, qu'il finit pourtant par épouser et qui lui donnera quatre enfants ; Wallace décide alors de réduire la pension versée à son fils, qui mourra le 24 mars 1887 d'une crise cardiaque. Son père reviendra vivre seul au château de Bagatelle, où il mourra trois ans plus tard « dans le lit de son père » ; il sera inhumé en présence de Hugh de Grey, 5e marquis de Hertford, au cimetière du Père-Lachaise (division 28) dans une chapelle funéraire au linteau est gravé en français des mots « Sépulture de famille » et des noms Hertford-Wallace ; sa porte d'entrée est murée.

### Succession et fondation de la Wallace Collection
Sa veuve et unique héritière Charlotte Wallace résidera ensuite entre Paris et Londres (elle ne parle pas anglais), où la haute société, sans l'accepter complètement comme lady du fait de ses modestes origines françaises, se presse auprès d'elle du fait de sa richesse. Les termes de la succession sont très complexes.
Wallace ne testa pas en faveur de ses enfants (reconnus), Marie Georges Richard (1872-1941), qui fut un général divisionnaire décoré, Henri Richard (1874 ? - ?), Edmond Georges Richard (1876 - mort pour la France en 1915) et Georgette Wallace (1878-1947) devenue à la scène la contralto Lucy Arbell.
Un grand bureau plat de style Louis XVI, estampillé de Montigny, orné de bronzes attribués à Gouthière, présenté comme ayant fait partie de la collection Wallace, fut vendu aux enchères avec la collection Lurcy par Parke Bernett Galleries à New-York le 8 novembre 1951.
En 1894, sur les recommandations du secrétaire-homme de confiance de son mari de 1871 à 1890, devenu ensuite le sien, John Arthur Edward Murray Scott (1847-1912), et après avoir fait quelques présents à des amis, lady Wallace légua par testament à la nation britannique Hertford House et ses quelque 5 500 objets contenus dans 25 galeries, ayant stipulé « que rien ne devait être ajouté ni vendu » et que l'ensemble prenne le nom de son défunt mari. Elle meurt le 16 février 1897.
Ouverte au public en 1900 par Scott, élu en 1899 premier curateur de son conseil d'administration, la Wallace Collection est depuis un musée national.

### Une fortune très convoitée

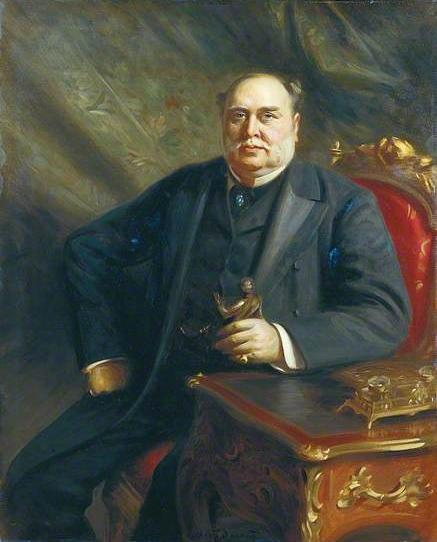
Herman Herkomer, John Murray Scott (1909, Wallace Collection) : selon Vita Sackville-West, c'était « un colosse d'1,90 m et de 150 kg ».

Les petits-enfants Wallace, orphelins de père en 1887 et quoique écartés de la succession de leur grand-père, ne contestèrent pas en justice son testament.
Scott, qui reçut le titre de baronnet − comme son ancien employeur avant lui − de la reine Victoria, fut chargé de présenter et d'inventorier les œuvres de la collection, devenue propriété de l'État, dont il aurait soustrait quelques pièces pour lui ou ses héritiers. Lady Wallace lui laissa un million de livres sterling afin d'entretenir les domaines de Sudbourn Hall et Lisburn (Irlande), ainsi que les biens français du couple Wallace, le domaine de Bagatelle et l'immeuble du 2 rue Laffitte, qui abritaient encore des meubles et objets d'art laissés par Wallace en 1872.
Lors d'une visite de la collection, ce richissime célibataire de 52 ans rencontra Victoria Sackville-West (1862-1936), fille naturelle de Lionel, 2e lord Sackville et épouse de son cousin, 3e lord Sackville, et noua avec elle une relation intime, et contribua à maintenir le dispendieux train de vie de ce couple d'aristocrates.
Entré en possession du domaine de Bagatelle, il le dépouilla de son mobilier, des statues et ornements de son parc, puis décida de lotir ses 80 hectares, projet qui fut bloqué par la ville de Paris, qui le lui acheta pour 6 000 000 francs, ou 6 500 000, selon d'autres sources.
Le 17 janvier 1912, Scott mourut d'une crise cardiaque au cours d'une réunion du conseil d'administration du musée ; lady Sackville-West hérite alors du 2, rue Laffitte, dont le riche contenu - qui dans l'esprit de Scott devait enrichir le mobilier du château familial de Knole - sera revendu par elle au marchand d'art Jacques Seligmann, sous son prix d'estimation pour 270 000 livres sterling, somme dont bénéficiera sa fille, l'écrivain Vita Sackville-West.
Avec d'autres éléments décoratifs provenant d'hôtels particuliers parisiens détruits, une cheminée de « l'hôtel Wallace » fut acquise par le rentier Joseph Troubat, héritier d'un riche industriel montluçonnais, qui la fit remonter dans sa maison de « La Louvière » (1926) à Montluçon (Allier).

## Iconographie
Il existe plusieurs portraits de Wallace, certains se trouvant dans les archives de la Wallace Collection : 

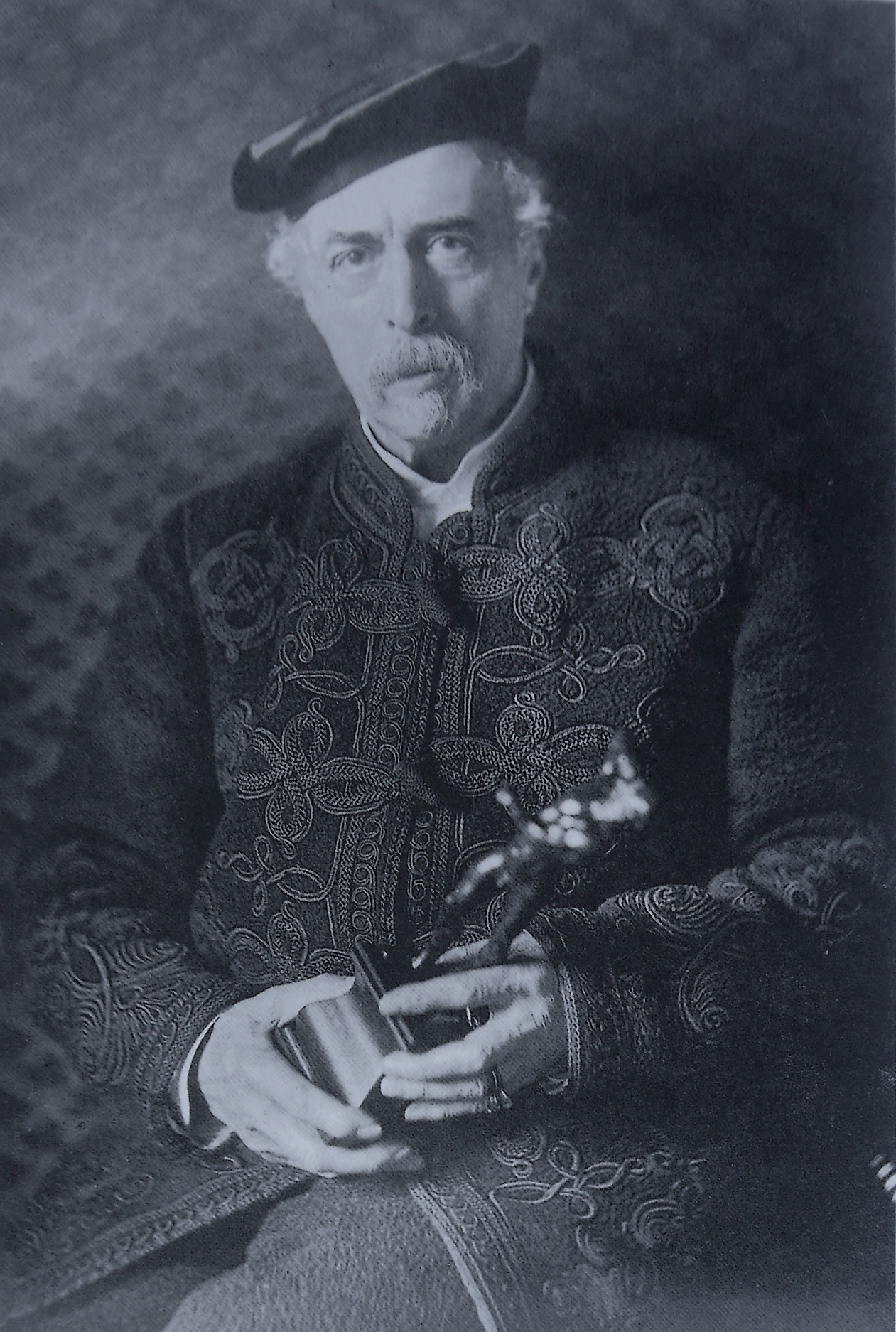
Richard Wallace en 1888, photographie de John Thomson.

- une photographie de lui jeune, assis (1857, signée « Chantepie », Wallace Collection, cf. ci-dessus) ;
- une photographie assis, chapeauté, face à lord Herford et à Suzanne Louise Bréart, dite Mme Oger, sur une terrasse de Bagatelle[29] ;
- photographié debout derrière Seymourina, la filleule de lord Hertford, et Mme Bréart / Oger (s.d.)[30] ;
- un portrait gravé par Jules-Ferdinand Jacquemart d'après un dessin de Paul Baudry, paru dans la Gazette des beaux-arts en 1873 ;
- un portrait peint « debout, fumant un cigare, etc. » en 1885 par William Robert Symonds (Wallace Collection)[31] ;
- deux photos (1888) le montrant le regard mélancolique, tenant une canne, assis sur un siège rond capitonné à Hertford House (Wallace Collection)[32] ;
- au même âge (1888), par John Thomson (1837-1921), photographe officiel de la reine Victoria depuis 1881 le montre en veste d'intérieur en flanelle et coiffé d'un béret de fumeur en peau, au regard assez fixe voire inquiet, tenant un flagelleur en bronze de Duquesnoy[33] ; cette attitude d'amateur d'art évoque celle du peintre Jacques Jordaens - dont la nombreuse clientèle comprenait collectionneurs et marchands d'art - qui vers 1648 s'est représenté debout devant une fenêtre, tenant à deux mains une statuette de jeune femme nue à l'enfant (Angers, musée des Beaux-Arts). À noter que dans son Portrait de collectionneur reproduit supra, Scott a pris une pose similaire, assis dans un siège et devant un bureau de style Louis XV ;
- une photo prise par Nadar, le montre debout et barbu (sans date, sur Gallica)
- un buste posthume en marbre blanc par Hannaux[34].

La collection conserve entre autres deux bustes en marbre, l'un de lord Hertford et l'autre de lady Wallace par Charles-Auguste Lebourg.

## Témoignage littéraire sur la collection
« Lady Sackville, à Londres au 24 Hill Street. Quel curieux bric-à-brac que sa maison (…) et oubliés, relégués dans l'obscurité des couloirs, d'admirables meubles français du XVIIIe s., reliquats de la collection Wallace (…) Mon père me dit qu'une bonne partie des armures de la collection Wallace a été forgée par un vieil antiquaire de ses amis, M. Leys, qui faisait des faux admirables, pour le plaisir »

— Paul Morand, Journal d'un attaché d'ambassade, 8 novembre 1916, Gallimard, 1963, p. 60.
Wallace fut l'ami du comte Louis d'Armaillé (1823-1882), grand collectionneur de meubles et d'objets d'art anciens mais aussi habile « truqueur », selon sa petite-fille Pauline de Broglie, comtesse de Pange.

## Hommages
Un boulevard porte son nom entre Paris et Neuilly-sur-Seine et un autre à Puteaux, tous deux situés non loin de son ancienne propriété de Bagatelle.